# Holý (Východolabská tabule)
Holý (323 m n. m.) je vrch v okrese Jičín Královéhradeckého kraje. Leží asi 1 km zsz. od obce Češov, vrcholem na katastrálním území Češova a severním svahem na území podřazené vsi Liběšice. Je to nejvyšší bod Cidlinské tabule.

## Geomorfologické zařazení
Geomorfologicky vrch náleží do celku Východolabská tabule, podcelku Cidlinská tabule, okrsku Novobydžovská tabule a podokrsku Češovský hřbet.